# DreamMaps
DreamMaps is het tweede muziekalbum van de Noordwijkse band The Heights.

## Opnamen
Na het verschijn van het debuutalbum Beachyhead van The Heights liep de relatie tussen zangeres Naomi van der Ven en drummer Marc van der Holst op de klippen. Hierop besloot Van der Holst de band te verlaten en zich meer te richten op Hospital Bombers. De overgebleven drie leden van de band begonnen, zonder Van der Holst, met het werken aan nummers voor het nieuwe album. Nadat de eerste nummers geschreven waren, keerde Van der Holst terug bij de groep voor de opnamen van DreamMaps. In 2009 werd het nummer California sage gepubliceerd op MySpace als voorproefje op het album. Het nummer verscheen tevens op een verzamelalbum, dat werd uitgegeven in het kader van Ontzettend Leiden 2009 waar de band speelde. Nog voor het verschijnen van het album stapte Van der Holst definitief uit de band. Hij werd vervangen door Andries Hannaart.
Op 15 februari 2010 werd het album uitgebracht door Excelsior Recordings. De plaat werd door de platenmaatschappij gepresenteerd als een echtscheidingsalbum, in de traditie van Blood on the Tracks van Bob Dylan en Rumours van Fleetwood Mac. Het album werd enkel op cd uitgegeven. Op het album had Susanne Linssen, de violiste van Hospital Bombers, een gastbijdrage. Het artwork bestond uit een eenvoudige blauwe digi-packhoes, met daarop enkele afbeeldingen van veiligheidsinstructies voor vliegtuigpassagiers.: Na het verschijnen van het album deed de band een korte clubtour. Hierna werd het stil rond de band.

## Muzikanten
- Naomi van der Ven - zang, gitaar
- Mark van Rijnbeek - basgitaar, gitaar, zang, toetsen
- Davy van der Putten - toetsen
- Marc van der Holst - drums

### Gastmuzikant
- Susanne Linssen - viool

## Tracklist
1. California sage
2. Surprises
3. Canada water
4. Dream maps
5. In flames
6. Out of the sky
7. Faithless again
8. Velocity
9. The good life
10. Already there
11. After the shocks
12. Probabilities

Alle nummers op de plaat zijn geschreven door The Heights.